# Erik Salkič
Erik Salkič (ur. 10 kwietnia 1987 w Postojnie) – słoweński piłkarz grający na pozycji obrońcy.

## Kariera klubowa

### Kariera juniorska
Salkič rozpoczął karierę w MND Tabor Sežana. W 2000 przeszedł do FC Koper.

### Kariera profesjonalna
W 2005 został włączony do pierwszej drużyny FC Koper. W 2006 trafił do Interblocku Lublana. W 2009 został zawodnikiem Olimpiji Lublana. W 2013 podpisał kontrakt z Arsienałem Tuła. W styczniu 2014 opuścił ten klub. W lutym 2014 Słoweniec za wcześniejsze rozwiązanie kontraktu z klubem został ukarany przez rosyjski związek piłki nożnej czteromiesięczną dyskwalifikacją, a także koniecznością zapłacenia klubowi odszkodowania. W listopadzie tegoż roku Salkič złożył odwołanie do CAS. W lutym 2015 wrócił do Taboru Sežana, a w lipcu 2015 został zawodnikiem NK Kras Repen.

## Kariera reprezentacyjna
W latach 2006–2008 rozegrał 15 meczów w reprezentacji Słowenii do lat 21.